# سارومارو دایو
سارومارو دایو (به ژاپنی: 猿丸大夫 Sarumaru Dayū)؛ ۱ ژانویهٔ ۰۸۰۵ – ۱ ژانویهٔ ۱۱۸۵) شاعر، و نویسنده اهل ژاپن بود.